# José María Calatrava

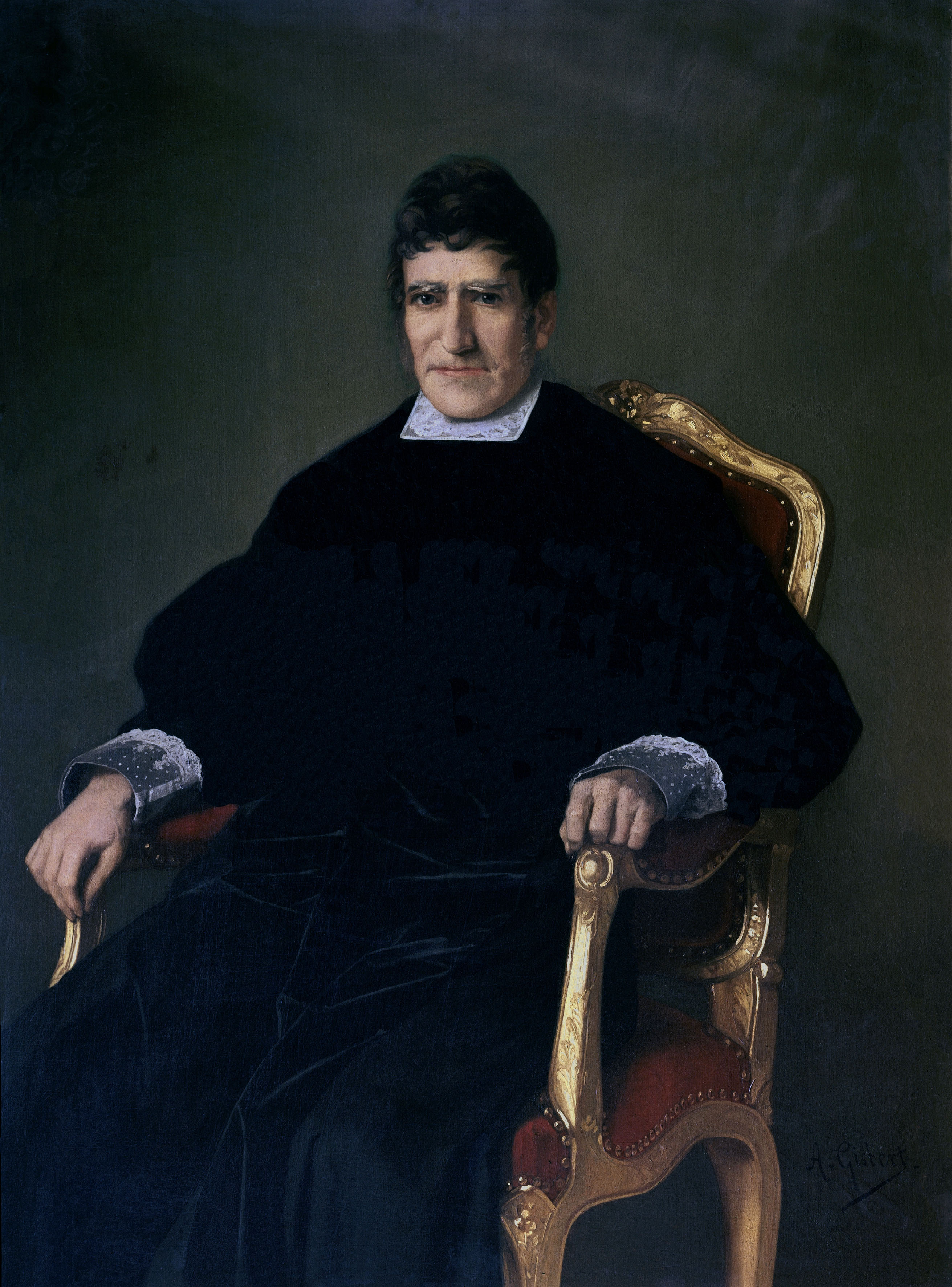
José María Calatrava.

José María Calatrava (Mérida, 26 februari 1781 - Madrid, 16 januari 1846) was een Spaans rechter, politicus en eerste minister.

## Levensloop

### Studies en Spaanse Onafhankelijkheidsoorlog
Calatrava volgde een studie in de rechtswetenschappen. Toen Spanje in het begin van de 19e eeuw bezet werd door Frankrijk en dit leidde tot de Spaanse Onafhankelijkheidsoorlog. Tijdens deze oorlog was hij een actief lid van de Overste Junta van Extremadura, die hem in 1810 verkozen in de Cortes van Cádiz. Toen na de onafhankelijkheidsoorlog de absolute monarchie onder koning Ferdinand VII hersteld werd, werd Calatrava in 1814 gearresteerd en vervolgens tot een gevangenschap op het eiland Melilla veroordeeld.

### Revolutie van 1820 en premierschap
Toen na de Spaanse Revolutie van 1820 de liberalen de macht grepen, kwam er een algemene amnestie waarbij ook Calatrava werd vrijgelaten. Hij keerde terug naar Spanje en werd vervolgens magistraat van het opperste gerecht van Spanje. Van 1822 tot 1823 was hij minister van Justitie en Genadeverzoeken en tegelijkertijd lid van de Cortes. Nadat een Franse invasie in 1823 opnieuw de absolute macht van Ferdinand VII herstelde, werd hij samen met zijn broer Ramón María gedwongen om in ballingschap te gaan naar het Verenigd Koninkrijk.
Na de dood van Ferdinand VII in september 1833 en de machtsovername van regentes Maria Christina keerde Calatrava in 1834 opnieuw terug naar Spanje. In 1836 werd hij opnieuw rechter van het opperste gerechtshof.
Na de Opstand van La Granja de San Ildefonso volgde hij op 14 augustus 1836 de gematigde Francisco Javier de Istúriz op als eerste minister. In zijn regering nam hij voormalig eerste minister Juan Álvarez Mendizábal op als minister van Financiën en vervolledigde hij een hervorming van openbare eigendommen. Ook de Spaanse grondwet werd veranderd naar het voorbeeld van Frankrijk. Op 18 augustus 1837 eindigde zijn premierschap en werd hij opgevolgd door Baldomero Espartero.
Op 22 september 1837 werd hij tevens verkozen tot parlementslid van Spanje en bleef dit tot aan zijn dood. Van september tot november 1839 was hij parlementsvoorzitter en vervolgens werd hij voorzitter van het Spaanse Opperste Gerechtshof.
- Biblioteca Nacional de España: XX1221827
- Bibliothèque nationale de France: cb170324579 (data)
- Gemeinsame Normdatei: 1069361976
- International Standard Name Identifier: 0000 0000 6051 4266
- Library of Congress Control Number: n2014072387
- SNAC: w6k66h6b
- Système universitaire de documentation: 18388521X
- Virtual International Authority File: 86987317
- WorldCat: E39PBJk4CmjRKbbfCRDHWwDyVC